# أشفنشم
أَشْفَنْشِم (بالبولندية: Oświęcim؛ بالألمانية: Auschwitz؛ باليديشية الحالية: אָשפּיצין، باليديشية مكتوبةً بالحروف اللاتينية: Oshpitzin) هي مدينة تقع في مقاطعةبولندا الصغرى (بالبولندية: Małopolska) في جنوب بولندا، وتقع على بعد 50 كيلومترًا (31 ميل) غرب كراكوف، بالقرب من ملتقى نهري فيستولا، وسولا. تشتهر المدينة لكونها موقع معسكر أوشفيتز بيركينو خلال الحرب العالمية الثانية عندما كانت بولندا تحت سيطرة ألمانيا النازية.

## الاسم

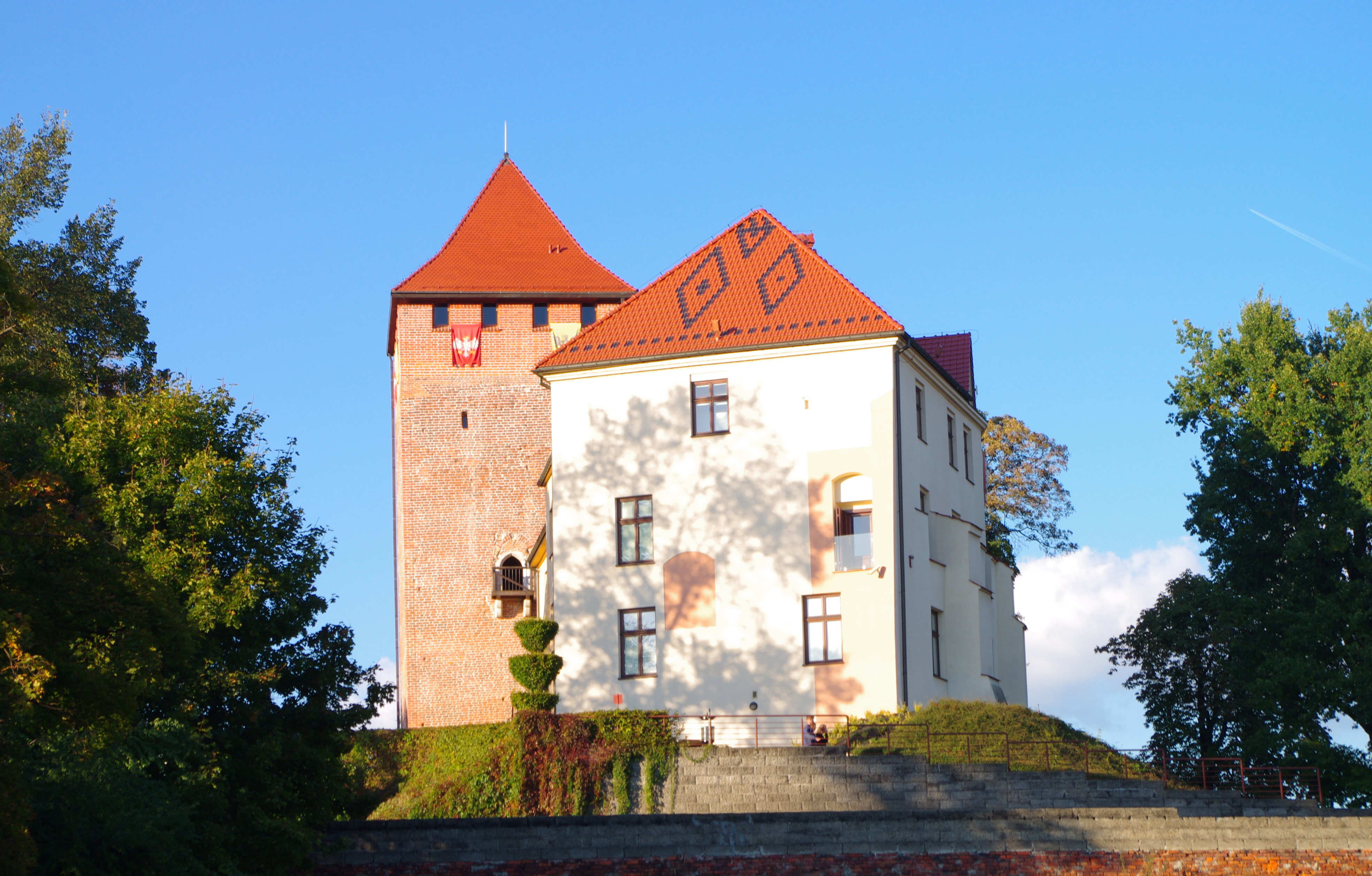
قلعة أشفنشم الملكية

اسم المدينة مُتستخرج من السلافية، وعلى الأرجح مُشتق من مالك المستوطنة السلافية التي كانت موجودة هناك في العصور الوسطى. ومع مرور الزمن، تم تهجئة الاسم في العديد من اللغات بطرق مختلفة وكثيرة، بما في ذلك البولندية، والتشيكية، والألمانية، واللاتينية.
كانت المدينة مركزًا مهمًّا للتجارة من أواخر العصور الوسطى وما بعدها. وفي القرم الرابع عشر، أسماها التجار الناطقون باللغة الألمانية في القرن الرابع عشر أنها أوْشَفِتز. وبحلول القرن الخامس عشر، أصبح اسم المدينة أوْشَفِتز. ومن عام 1772 إلى عام 1918، كانت المدينة تحت حكم مملكة غالسيا ولمدريا (محمية شبه مستقلة للإمبراطورية النمساوية)، وكانت كل من الأسماء البولندية والألمانية قيد الاستخدام الرسمي. ثم وخلال الحرب العالمية الثانية، ضُمَّت المدينة إلى ألمانيا النازية (الرايخ الثالث) تحت اسمها الألماني أوْشَفِتز. وبعد 27 كانون الثاني (يناير) 1945، عندما طَرد الجيشُ الأحمرُ قوةَ الدفاعِ الألمانية أصبحَت المدينة معروفةً بـأَشْفَنْشِم.

## الجغرافيا والنقل
تقع مدينة أَشْفَنْشِم على تقاطع الطريق الوطني 44 والطرق المحلية 933 و 948. أما مدينة أَشْفَنْشِم القديمة مع ساحة السوق الرئيسة (Rynek Główny) ومركزه فتقع شرق نهر سولا. وتقع محطة السكك الحديدية عبر النهر في الجزء الشمالي الغربي من المدينة؛ أما المتحف الرئيس ففي الجانب الغربي. ويقع متحف أوْشَفِتز بركنا الحكومي في قرية برزنكا، غرب محطة السكك الحديدية. وأما الأعمال الكيميائية فتُوجد شرق المدينة.
تقع محطة الحافلات الرئيسة شرق المدينة، وتقوم بتشغيل خدماتِ الحافلات المحلية شركةُ النقل للسيارات (PKS). وتتوفر خدمات شركة النقل للسيارات (PKS) في السكك الحديدية إلى كراكوف وكاتوفيتشي وتشيكوفيتشي دزيزيك، ودوليًّا إلى فيينا وبراغ. ويبعد أقرب مطار 60 كيلومترًا (37 ميلًا) من المدينة ويقع في كراكو باليسي. وفقًا لبيانات عام 2002، تبلغ مساحة أوشفيم 30 كم 2 ، وتُشكل الغابات 1٪ فقط من المساحة. البلديات المجاورة هم شلمك، وليبياز، وبلدية أشفنشم.

## المناخ
تتمتع أشفنشم بمناخ قاري رطب دافئ يتميز بأربعة فصول مميزة: الربيع، والصيف، والخريف، والشتاء. وتهطل الأمطار بالتساوي إلى حد ما على مدار العام، وتكثر الأمطار في فصلي الربيع والصيف. ويكون الصيف دافئًا ورطبًا بينما الشتاء باردٌ وعاصفٌ. والضباب شائع إلى حد ما على مدار العام.

## الرياضات المحلية
تُوِّج فريق المِحْجَنِيَّةُ لثا يونيا أشفنشم بطلاً بولنديًّا 8 مرات منذ عام 2010. [7] وتأسس النادي الرياضي يونيا أشفنشم في عام 1946، ويضم أقسامًا أخرى غير المِحْجَنِيَّةُ كالسباحة، والتزحلق على الجليد، وكرة القدم (مثل زاسول يونيا أشفنشم). وفي الماضي، كان لدى النادي أقسام للملاكمة وكرة مضرب الطاولة، وكرة الطائرة، سباقات مضمار وميدان، وركوب الدراجات، وكرة السلة. وثمة أيضًا منظمة رياضية أخرى في المدينة هي نادي سولا الرياضي (تأسس عام 1919).

## المشاهير
ثمة أعلام عدة من المدينة، منهم متزلجون فنييون مثل: سابينا وِجْتالو، درتا سايدك، ومارسز سايدك. وهناك أعلام آخرون أيضًا مثل: رابي هارون ملر (والد شازان بنزيون ملر)، وماريان كاسبرسزك (رسام فرنسي وُلد في بولندا)، وبياتا سيدلو (رئيس وزراء بولندا السادس عشر)، وفكتور سانزورك (اقتصادي أمريكي).
وهناك أيضًا أعضاء مجلس نواب (سيم) اُنتُخِبوا من هذه الدائرة، فمن حزب العدالة والقانون البولندي، يُوجد بييتا سزكو، وجارسلو سزلاكتا، وإيوا فلباك، وزبنكو برنات، ومارك بولاك؛ أما من حزب المنصة المدنية، يُوجد مارك سوا، ودُرتا ندزلَّا، وأخيرًا من حزب كوكز 15، يُوجد جوزيف برنكس.

## العلاقات الدولية

### توأمة المدن
مدينة أَشْفَنْشِم مُتوأمة مع المدن التالية:
| - صمبير الأكرانية - كربين الألمانية - برايزاخ الألمانية | - أريتسو الإيطالية - قطانية الإيطالية - كوري الإيطالية |

## طالِع أيضًا
- السياحة في بولندا

## روابط خارجية
- أشفنشم في الشتليت المرئي
- قاعدة بيانات أسبتزن يزكور (1919-1941) في الأنساب اليهودية
- كل شيء عن أشفتز في بولندا الآن
- جيمس غلندي، "كيف هي الحياة بجانب أشهر معسكر اعتقال في العالم"، أخبار هيئة الإذاعة الأسترالية، 24 شباط (فبراير) 2018، الرابط